# كلود س. بلوخ
كلود س. بلوخ (بالإنجليزية: Claude C. Bloch)‏ هو ضابط أمريكي، ولد في 12 يوليو 1878 في وودبوري في الولايات المتحدة، وتوفي في 4 أكتوبر 1967 في واشنطن العاصمة في الولايات المتحدة.